# サムスン・ライオンズ
サムスン・ライオンズ（朝鮮語: 삼성 라이온즈、英語: Samsung Lions）は、KBOリーグに所属する大韓民国のプロ野球チームである。ホームタウンは大邱広域市で、同市の大邱サムスン・ライオンズ・パークを本拠地としている。韓国を代表する財閥であるサムスングループのグループ各社が共同で出資してオーナーとなっていたが、2016年にサムスン系列の広告代理店である第一企画に譲渡され、同社がオーナーとなっている。球団の運営法人の社名は「（株）サムスンスポーツ」。
1982年のKBO創設メンバー6球団の一つで、韓国シリーズ17回出場の強豪チーム。
チーム名の韓国語での発音に忠実な日本語表記は、サムソン・ライオンズであるが、日本では親会社のサムスングループに合わせ、サムスン・ライオンズと呼ばれることが多い。また、サムスングループは1998年以降の日本展開において「三星」という表記を使わず、カタカナの「サムスン」を使用してきたことから、チーム名もカタカナ表記として統一する。

## 概要
本拠地は、当時の李秉喆（イ・ビョンチョル）オーナー（サムスン電子創始者）の出身地で、サムスングループの発祥の地でもある大邱広域市に定め、今日に至っている。スタジアムは、球団創設時より北区の大邱市民運動場野球場を使用していたが、老朽化のため2016年より、新球場である寿城区の大邱サムスン・ライオンズ・パークを使用している。球団事務所は、球場内に設置されている。なお、大邱だけでなく、2012年7月に完成した慶尚北道浦項市の浦項野球場を準本拠地とし、2012年8月14日から16日まで初の1軍公式戦を開催し、2013年以降も時折1軍、2軍ともに公式戦を開催している。二軍の本拠地は、慶尚北道慶山市珍良邑にある慶山ボールパークである。
韓国プロ野球草創期からサムスングループの莫大な支援をバックに強豪として君臨してきた。2018年シーズン終了時点で、韓国野球委員会発足当時から存続する球団としては唯一シーズン最下位の経験がない。2019年シーズン終了現在、累積勝利、ポストシーズン及び韓国シリーズ出場回数で最多を記録しており、現存球団及び過去に韓国野球委員会に所属したすべての球団に対して累積対戦成績で勝ち越している。1997年から2008年までの12年連続ポスト･シーズン出場の記録は韓国プロ野球史上最長である。一方で韓国シリーズ及び他のポスト･シーズンでは敗退も多く、韓国シリーズ17回出場で優勝は半分以下の7度であり、韓国シリーズ出場を競うプレーオフでも12回出場で5勝7敗と負け越している。シリーズ初優勝も韓国プロ野球創設メンバーの中では一番遅い2002年と、後発のハンファ・イーグルスよりも遅かった。そのためポストシーズンでの敗退が重なるたびに、親会社の支援をバックにするフロントの現場への干渉が度を越してしまい、1990年代中盤は3年連続ポストシーズン進出失敗の低迷期を迎えた。1990年代後半から莫大な予算を投入して、フリーエージェント獲得、大型トレード、大物外国人選手獲得などチーム強化に成功すると、2002年にはついに悲願の韓国シリーズ優勝を達成した。
1990年代後半から2003年までは、日本球界にも在籍した李承燁が中心選手として活躍していた。

## 歴史
1980年代は、第1回の1982年を含めて韓国シリーズに4度出場するも当時少数精鋭で最強戦力を誇ったヘテ・タイガースなどに阻まれ、準優勝は4度にとどまっていた。2002年まで前後期リーグ統合優勝で韓国シリーズなしで優勝を決めた1985年が唯一の優勝であった。
1986年以降、韓国シリーズが必ず開催されるようにルールが改正され、1990年代まで読売ジャイアンツ出身の新浦壽夫（韓国名：金日融）、広島東洋カープ出身の金城基泰（韓国名：金基泰）らが在籍していた。2001年にはバルビーノ・ガルベス（元読売ジャイアンツ）、ベン・リベラ（元阪神タイガース）も在籍していた。
2004年は韓国シリーズに進出し、現代ユニコーンズと史上初となるシリーズ第9戦までもつれ込む熱闘を繰り広げたが敗北。
2004年シーズンオフには新監督に宣銅烈が迎えられ、現代から強打の外野手でもある沈正洙（シム・ジョンス、2003年に53本塁打）、韓国を代表する名ショートの朴鎮萬（パク・チンマン）をFAで獲得する等の大型補強を行った。
2005年より春季・秋季キャンプは日本の沖縄県恩納村の赤間ボールパークで実施している。シーズンは中日ドラゴンズからマーチン・バルガスも移籍しレギュラーシーズン優勝、韓国シリーズも4連勝で優勝しアジアシリーズに進出したが、決勝戦で千葉ロッテマリーンズに敗れ、準優勝に終わった。
2006年シーズンはレギュラーシーズン優勝、韓国シリーズでもハンファ・イーグルスを4勝1敗1引分で退け、2年連続の韓国シリーズ優勝を果たした。韓国シリーズ2連覇はヘテ・タイガース（1986年-1989年、1996年-1997年）、現代ユニコーンズ（2003年-2004年）についで3チーム目。前年に続きアジアシリーズに出場したが予選リーグ最終戦で台湾のLa Newベアーズに逆転で敗れ予選で敗退、3位に終わった。
前年までの韓国シリーズ2連覇を支えた選手たちに衰えが見られた2007年はレギュラーシーズンを4位で終えると準プレーオフに廻り、ハンファに1勝2敗で敗れて3連覇はならなかった。2008年もレギュラーシーズン4位に終わったが、史上最長となる12年連続のポストシーズン進出を決め、準プレーオフではレギュラーシーズン3位だったロッテ・ジャイアンツに3連勝し、斗山ベアーズとのプレーオフに進出したが敗れた。
2009年は崔炯宇などの若手野手が主軸として更なる成長を遂げたものの、抑えの呉昇桓の戦線離脱など投手陣に不安があり、ロッテとの4位争いに敗れ5位で13年ぶりにポストシーズン進出を逃した。
2010年はレギュラーシーズン2位で2年ぶりにプレーオフ進出を決めた。一方で長年チームを支えてきた梁埈赫が引退し、9月19日に韓国プロ野球史上最も盛大な引退試合が行われた。プレーオフでは斗山ベアーズを3勝2敗で下し、4年ぶりに韓国シリーズ進出を決めたがSKワイバーンズを相手に1勝もできず、4連敗してしまった。12月末に宣銅烈監督が突如辞任した。
2011年からは柳仲逸が監督として就任した。この年は守護神の呉昇桓の復活もあり、5年ぶりにレギュラーシーズン優勝を果たした。韓国シリーズではSKに4勝1敗で勝利し、5年ぶりの韓国シリーズ優勝を果たした。アジアシリーズでは予選リーグを2勝1敗の2位で通過、決勝で日本の福岡ソフトバンクホークスを5-3で破り初優勝を飾った。
2012年より李承燁が9年ぶりに復帰することとなり、2年連続レギュラーシーズン優勝により3年連続韓国シリーズ出場を決め3年連続で韓国シリーズで対戦したSKを破り、2連覇を達成した。同年のアジアシリーズにも韓国シリーズ優勝チームとして出場したが、台湾のLamigoモンキーズに敗れグループリーグで敗退した。
2013年は韓国プロ野球史上初となる3年連続レギュラーシーズン優勝を達成、4年連続韓国シリーズに出場し、斗山を下して球団史上初の韓国シリーズ3連覇を達成した。なお、レギュラーシーズン戦、韓国シリーズともに3年連続優勝は韓国プロ野球史上初である。だが、3年連続出場となった2013年のアジアシリーズでは準決勝でオーストラリアのキャンベラ・キャバルリーの前に敗れた。
2014年は韓国プロ野球史上初の4年連続レギュラーシーズン優勝・韓国シリーズ優勝(ネクセン・ヒーローズに勝利)を達成した。2015年は韓国プロ野球史上初の5年連続レギュラーシーズン優勝を達成したが、韓国シリーズでは斗山に敗れた。2016年は7年ぶりにポストシーズン進出に失敗して球団史上最低の9位(10チーム中)に終わり、柳仲逸から金翰秀に監督交代となった。
2017年も2年連続9位で球団史上初のシーズン勝率3割台と低迷し、同年限りで李承燁が現役を引退したため10月3日に引退試合が開催された。2018年は6位、2019年は8位でシーズン終了後に許三榮監督が就任した。2020年は2年連続8位で、球団史上最長となる5年連続ポストシーズン進出失敗となった。
2021年はレギュラーシーズン144試合を終えてもKTウィズと同率だったため行われた1試合だけの優勝決定戦で敗れ2位となり、6年ぶりにポストシーズンへ進出するもプレーオフで斗山に敗れた。2022年はチーム史上最多の13連敗で7月に許三榮監督が辞任、朴鎮萬監督代行が指揮し7位だった。朴鎮萬はシーズン終了後、正式に監督となった。2023年は8位だった。2024年はレギュラーシーズン2位で3年ぶりにポストシーズンへ進出、準プレーオフでLGに勝ち9年ぶりに韓国シリーズへ進出するも、起亜タイガースに敗れた。
KBO初年度の1982年から名称変更を行っていない。他に名称変更を行っていないチームはロッテのみである。
1982年より本拠地として使用してきた大邱市民運動場野球場が老朽化したため、2016年より大邱広域市東部の寿城区の大邱サムスン・ライオンズ・パークに本拠地を移転した。新しく建設されたこの球場において，西日がきついなどの理由で以前の本拠地と同じようにサムスンは3塁側ベンチを使用している。そのため、1塁側を使用するのは極めて少ない。
専用練習場は大邱広域市の東隣・慶山市に慶山ボールパークがあり、そこで2軍の試合も開催している。

## 在籍選手

### 首脳陣

#### 一軍
| 背番号 | 名前     | 読み               | 役職                     |
| ------ | -------- | ------------------ | ------------------------ |
| 70     | 朴鎮萬   | パク・チンマン     | 監督                     |
| 81     | 崔一彦   | チェ・イルオン     | 首席コーチ               |
| 93     | 李鍾旭   | イ・ジョンウク     | 作戦兼外野守備コーチ     |
| 89     | 朴石鎮   | パク・ソクチン     | 投手コーチ               |
| 74     | 朴漢伊   | パク・ハンイ       | 打撃コーチ               |
| 85     | 李晋暎   | イ・ジンヨン       | 打撃コーチ               |
| 76     | 孫周忍   | ソン・ジュイン     | 守備コーチ               |
| 92     | 鄭炳坤   | チョン・ビョンゴン | 走塁コーチ               |
| 98     | 蔡尚秉   | チェ・サンビョン   | バッテリーコーチ         |
| 87     | 朴熙洙   | パク・ヒス         | ブルペンコーチ           |
| 99     | 今江敏晃 |                    | QCコーチ                 |
| 72     | 崔文釋   | チェ・ムンソク     | コンディショニングコーチ |
| 80     | 張根靈   | チャン・グンリョン | コンディショニングコーチ |
| 83     | 尹錫勲   | ユン・ソクフン     | コンディショニングコーチ |
| 96     | 許準煥   | ホ・ジュンファン   | コンディショニングコーチ |
| 01     | 廉尚澈   | ヨム・サンチョル   | コンディショニングコーチ |

#### 二軍
| 背番号 | 名前   | 読み               | 役職                     |
| ------ | ------ | ------------------ | ------------------------ |
| 73     | 鄭大炫 | チョン・デヒョン   | 監督                     |
| 90     | 朴燦都 | パク・チャンド     | 作戦兼外野守備コーチ     |
| 84     | 姜永植 | カン・ヨンシク     | 投手コーチ               |
| 77     | 裵栄燮 | ぺ・ヨンソプ       | 打撃コーチ               |
| 78     | 李興練 | イ・フンリョン     | バッテリーコーチ         |
| 97     | 姜明求 | カン・ミョング     | コーチ                   |
| 00     | 朴敞玄 | パク・チャンヒョン | コンディショニングコーチ |
| 86     | 朴成栽 | パク・ソンジェ     | コンディショニングコーチ |
| 91     | 金龍海 | キム・ヨンヘ       | コンディショニングコーチ |
| 94     | 金秀泳 | キム・スヨン       | コンディショニングコーチ |

#### 育成軍
| 背番号 | 名前   | 読み               | 役職             |
| ------ | ------ | ------------------ | ---------------- |
| 71     | 崔東賛 | チェ・ドンチャン   | 総括兼守備コーチ |
| 95     | 金東昊 | キム・ドンホ       | 投手コーチ       |
| 88     | 金正奕 | キム・ジョンヒョク | 打撃コーチ       |
| 82     | 金應民 | キム・ウンミン     | バッテリーコーチ |
| 79     | 鄭珉台 | チョン・ミンテ     | リハビリコーチ   |

### 投手
| 背番号 | 選手名             | 読み               | 投 | 打 | 備考                                                |
| ------ | ------------------ | ------------------ | -- | -- | --------------------------------------------------- |
| 1      | 李浩成             | イ・ホソン         | 右 | 右 | 55から背番号変更                                    |
| 3      | 崔原態             | チェ・ウォンテ     | 右 | 右 | LGからFA移籍                                        |
| 4      | 陸墡曄             | ユク・ソンヨプ     | 右 | 右 |                                                     |
| 11     | 崔池光             | チェ・ジグァン     | 右 | 右 | 40から背番号変更                                    |
| 15     | 李相旼             | イ・サンミン       | 左 | 左 |                                                     |
| 17     | 金大祐             | キム・デウ         | 右 | 右 |                                                     |
| 18     | 元兌仁             | ウォン・テイン     | 右 | 左 |                                                     |
| 19     | 梁賢               | ヤン・ヒョン       | 右 | 右 |                                                     |
| 20     | 李承玹             | イ・スンヒョン     | 右 | 右 |                                                     |
| 21     | 呉昇桓             | オ・スンファン     | 右 | 右 |                                                     |
| 26     | 李在翼             | イ・ジェイク       | 左 | 左 | 1から背番号変更                                     |
| 27     | 金兌勲             | キム・テフン       | 右 | 右 |                                                     |
| 28     | 李承珉             | イ・スンミン       | 左 | 左 | 35から背番号変更                                    |
| 29     | 白正鉉             | ペク・チョンヒョン | 左 | 左 |                                                     |
| 37     | 崔ハヌル           | チェ・ハヌル       | 右 | 右 |                                                     |
| 41     | 権炫祐             | クォン・ヒョンウ   | 右 | 右 | 2025年新人ドラフト5巡目                             |
| 42     | 梁彰渉             | ヤン・チャンソプ   | 右 | 右 | 兵役から復帰                                        |
| 44     | 金大湖             | キム・デホ         | 右 | 右 |                                                     |
| 45     | 林昶暋             | イム・チャンミン   | 右 | 右 |                                                     |
| 46     | 宋恩範             | ソン・ウンボム     | 右 | 右 | 64から背番号変更                                    |
| 48     | 金武信             | キム・ムシン       | 右 | 右 | 28から背番号変更 「金潤洙（キム・ユンス）」から改名 |
| 49     | 鄭珉成             | チョン・ミンソン   | 右 | 右 | 育成選手から追加登録 148から背番号変更              |
| 51     | 崔忠然             | チェ・チュンヨン   | 右 | 右 |                                                     |
| 54     | 崔成勲             | チェ・ソンフン     | 左 | 左 |                                                     |
| 55     | 裵璨陞             | ぺ・チャンスン     | 左 | 左 | 2025年新人ドラフト1巡目                             |
| 57     | 李昇玹             | イ・スンヒョン     | 左 | 左 |                                                     |
| 59     | 李在喜             | イ・ジェヒ         | 右 | 左 | 兵役から復帰                                        |
| 60     | ヘルソン・ガラビト |                    | 右 | 右 | 新外国人                                            |
| 61     | 黄動在             | ファン・ドンジェ   | 右 | 右 |                                                     |
| 62     | 金載潤             | キム・ジェユン     | 右 | 右 |                                                     |
| 65     | 洪元杓             | ホン・ウォンピョ   | 右 | 右 |                                                     |
| 75     | アリエル・フラード |                    | 右 | 右 | キウムから移籍                                      |
| 100    | 金シオン           | キム・シオン       | 左 | 左 | 兵役から復帰 育成選手                               |
| 101    | 朴柱赫             | パク・チュヒョク   | 右 | 右 | 兵役から復帰 育成選手                               |
| 102    | 柳炳先             | ユ・ビョンサン     | 右 | 右 | 育成選手                                            |
| 108    | 許倫棟             | ホ・ユンドン       | 左 | 左 | 兵役から復帰 育成選手                               |
| 109    | 崔譽瀚             | チェ・イェハン     | 右 | 右 | 新入団 育成選手                                     |
| 110    | 申京珉             | シン・ギョンミン   | 右 | 右 | 育成選手                                            |
| 112    | 洪晙榮             | ホン・ジュンヨン   | 右 | 右 | 2025年新人ドラフト7巡目 育成選手                    |
| 113    | 朴晙湧             | パク・チュンヨン   | 右 | 右 | 66から背番号変更 育成選手                           |
| 114    | 千兼               | チョン・ギョム     | 右 | 右 | 2025年新人ドラフト8巡目 育成選手                    |
| 115    | 陳憘性             | チン・ヒソン       | 右 | 右 | 2025年新人ドラフト11巡目 育成選手                   |
| 119    | 金洧賢             | キム・ユヒョン     | 右 | 右 | 新入団 育成選手                                     |
| 120    | 金白山             | キム・ベクサン     | 右 | 右 | 新入団 育成選手                                     |
| 121    | 辛潤昊             | シン・ユンホ       | 右 | 右 | 兵役から復帰 育成選手                               |
| 122    | 金成炅             | キム・ソンギョン   | 右 | 右 | 育成選手                                            |
| 123    | 金東現             | キム・ドンヒョン   | 右 | 右 | 育成選手                                            |
| 128    | 禹昇完             | ウ・スンワン       | 右 | 右 | 2025年新人ドラフト9巡目 育成選手                    |
| 140    | 申鄭奐             | シン・ジョンファン | 右 | 右 | 兵役から復帰 育成選手                               |
|        | 徐見源             | ソ・ヒョンウォン   | 右 | 右 | 軍保留選手                                          |
|        | 金栖雋             | キム・ソジュン     | 右 | 右 | 軍保留選手                                          |
|        | 洪茂源             | ホン・ムウォン     | 右 | 右 | 軍保留選手                                          |
|        | 朴卷侯             | パク・クォンフ     | 右 | 右 | 軍保留選手                                          |
|        | 洪昇洹             | ホン・スンウォン   | 右 | 右 | 軍保留選手 育成選手                                 |
|        | 朴施愿             | パク・シウォン     | 右 | 右 | 軍保留選手 育成選手                                 |

### 捕手
| 背番号 | 選手名 | 読み           | 投 | 打 | 備考                                   |
| ------ | ------ | -------------- | -- | -- | -------------------------------------- |
| 2      | 金宰成 | キム・ジェソン | 右 | 左 |                                        |
| 12     | 金珉秀 | キム・ミンス   | 右 | 右 |                                        |
| 23     | 李丙憲 | イ・ビョンホン | 右 | 右 |                                        |
| 24     | 金都奐 | キム・ドファン | 右 | 右 | 42から背番号変更                       |
| 47     | 姜珉鎬 | カン・ミンホ   | 右 | 右 |                                        |
| 67     | 朴眞佑 | パク・チンウ   | 右 | 右 | 育成選手から追加登録 111から背番号変更 |
| 106    | 車東領 | チャ・ドンヨン | 右 | 右 | 育成選手                               |

### 内野手
| 背番号 | 選手名               | 読み             | 投 | 打 | 備考                    |
| ------ | -------------------- | ---------------- | -- | -- | ----------------------- |
| 0      | ルーウィン・ディアス |                  | 左 | 左 |                         |
| 6      | 姜ハンウル           | カン・ハンウル   | 右 | 左 |                         |
| 7      | 李在玹               | イ・ジェヒョン   | 右 | 右 |                         |
| 9      | 孔旻奎               | コン・ミンギュ   | 右 | 左 |                         |
| 14     | 安株亨               | アン・ジュヒョン | 右 | 左 |                         |
| 16     | 柳志赫               | リュ・ジヒョク   | 右 | 左 |                         |
| 30     | 金栄熊               | キム・ヨンウン   | 右 | 左 |                         |
| 34     | 全炳祐               | チョン・ビョンウ | 右 | 右 |                         |
| 35     | 車承峻               | チャ・スンジュン | 右 | 左 | 2025年新人ドラフト3巡目 |
| 38     | 沈在訓               | シム・ジェフン   | 右 | 右 | 2025年新人ドラフト2巡目 |
| 50     | 李昌庸               | イ・チャンヨン   | 右 | 右 |                         |
| 52     | 朴炳鎬               | パク・ビョンホ   | 右 | 右 | 59から背番号変更        |
| 53     | 梁宇賢               | ヤン・ウヒョン   | 右 | 左 | 63から背番号変更        |
| 56     | 李海昇               | イ・ヘスン       | 右 | 右 | 兵役から復帰            |
| 68     | 梁棹筋               | ヤン・ドグン     | 右 | 右 |                         |
| 103    | 呉賢錫               | オ・ヒョンソク   | 右 | 左 | 育成選手                |
| 116    | 朴藏珉               | パク・チャンミン | 右 | 右 | 育成選手                |
| 124    | 金哉亨               | キム・ジェヒョン | 右 | 右 | 育成選手                |
| 125    | 金相俊               | キム・サンジュン | 右 | 左 | 新入団 育成選手         |
| 132    | 趙敏晟               | チョ・ミンソン   | 右 | 右 | 兵役から復帰 育成選手   |
|        | 金栽湘               | キム・ジェサン   | 右 | 左 | 軍保留選手              |
|        | 金湖鎮               | キム・ホジン     | 右 | 右 | 軍保留選手              |
|        | 李弦峻               | イ・ヒョンジュン | 右 | 右 | 軍保留選手 育成選手     |

### 外野手
| 背番号 | 選手名     | 読み               | 投 | 打 | 備考                                                |
| ------ | ---------- | ------------------ | -- | -- | --------------------------------------------------- |
| 5      | 具滋昱     | ク・ジャウク       | 右 | 左 |                                                     |
| 8      | 金材奕     | キム・ジェヒョク   | 右 | 右 |                                                     |
| 13     | 李聖圭     | イ・ソンギュ       | 右 | 右 |                                                     |
| 25     | 金太勲     | キム・テフン       | 右 | 左 |                                                     |
| 31     | 尹禎彬     | ユン・ジョンビン   | 右 | 左 |                                                     |
| 32     | 金軒坤     | キム・ホンゴン     | 右 | 右 |                                                     |
| 39     | 金盛閏     | キム・ソンユン     | 左 | 左 |                                                     |
| 40     | 咸首好     | ハム・スホ         | 左 | 左 | 2025年新人ドラフト4巡目                             |
| 58     | 金智讃     | キム・ジチャン     | 右 | 左 |                                                     |
| 63     | 洪現彬     | ホン・ヒョンビン   | 右 | 左 | KTから移籍                                          |
| 64     | 金兌根     | キム・テグン       | 右 | 左 | 斗山から移籍 育成選手から追加登録 108から背番号変更 |
| 66     | 朴承奎     | パク・スンギュ     | 右 | 右 | 兵役から復帰 育成選手から追加登録 107から背番号変更 |
| 104    | 朱ハンウル | チュ・ハンウル     | 右 | 右 | 育成選手                                            |
| 105    | 姜俊瑞     | カン・ジュンソ     | 右 | 右 | 兵役から復帰 育成選手                               |
| 107    | 金相旻     | キム・サンミン     | 右 | 左 | 兵役から復帰 育成選手                               |
| 117    | 李珍鏞     | イ・ジンヨン       | 右 | 左 | 2025年新人ドラフト6巡目 育成選手                    |
| 127    | 姜珉成     | カン・ミンソン     | 右 | 右 | 2025年新人ドラフト10巡目 育成選手                   |
|        | 柳承旼     | リュ・スンミン     | 左 | 左 | 軍保留選手                                          |
|        | 金賢晙     | キム・ヒョンジュン | 左 | 左 | 軍保留選手                                          |

## 永久欠番
| 梁埈赫 | 李萬洙 | 李承燁 |

- 10 - 梁埈赫（ヤン・ジュニョク、韓国語:양준혁、2010年9月19日 - ）
- 22 - 李萬洙（イ・マンス、韓国語:이만수、2003年6月16日 - ）
- 36 - 李承燁（イ・スンヨプ、韓国語:이승엽、2017年10月3日 - ）

## 主な退団・引退選手及びコーチングスタッフ

### 韓国人選手
- 李善煕（イ・ソンヒ、在籍年度1982-1984）
- 権永浩（クォン・ヨンホ、在籍年度1982-1989）- 韓国で100セーブを記録した最初の投手
- 李萬洙（イ・マンス、在籍年度1982-1997）- 韓国で三冠王と通算200号ホームランを記録した最初の選手
- 張孝祚（チャン・ヒョジョ、在籍年度1983-1989）- 韓国プロ野球史上最多タイの首位打者4度、引退後は三星のスカウト・コーチを務めたが2011年死去。
- 金始眞（キム・シジン、在籍年度1983-1989）
- 成埈（ソン・ジュン、在籍年度1986-1998）
- 柳仲逸（リュ・ジュンイル、在籍年度1987-1999）- ゴールデングラブ賞2度獲得
- 金相燁（キム･サンヨプ、在籍年度1989-1998）
- 金翰秀（キム・ハンス、在籍年度1994-2007）
- 金在杰（キム・ジェゴル、在籍年度1995-2009）
- 盧長震（ノ・ジャンジン、在籍年度1999-2004）
- 金杞泰（キム・キテ、在籍年度1999-2001）- 首位打者1度・本塁打王1度、通算249本塁打を記録。
- 馬海泳（マ・ヘヨン、在籍年度2001-2003）- 1999年首位打者、2002年最多安打・韓国シリーズMVP、通算260本塁打。
- 金大益（キム・デイク、在籍年度2004-2007）
- 沈正洙（シム・ジョンス、在籍年度2005-2008）- 2007年本塁打王・打点王、通算328本塁打1029打点を記録
- 梁埈赫（ヤン・ジュニョク、在籍年度1993-1998, 2002-2010）'93年新人王・韓国プロ野球史上最多タイの4度の首位打者。史上初めて通算2000安打・350本塁打を記録した選手。
- 朴鎮萬（パク・チンマン、在籍年度2005-2010）
- 鄭現旭（チョン・ヒョヌク、在籍年度1997-2012）
- 申命澈（シン・ミョンチョル、在籍年度2007-2013）
- 裵英洙（ペ・ヨンス、在籍年度2000-2014)
- 權奕（クォン・ヒョク、在籍年度2002-2014)
- 陳甲龍（チン・ガプヨン、在籍年度1999-2015）
- 林昌勇（イム・チャンヨン、在籍年度1999-2007、2014-2015）
- 朴錫珉（パク・ソクミン、在籍年度2004-2015）
- 安志晩（アン・ジマン、在籍年度2002-2016）
- 崔炯宇（チェ・ヒョンウ、在籍年度2002-2005,2008-2016）- 現起亜タイガース
- 車雨燦（チャ・ウチャン、在籍年度2006-2016）
- 李承燁（イ・スンヨプ、在籍年度1995-2003、2012-2017）韓国プロ野球通算本塁打記録(467)などの保持者。
- 朴漢伊（パク・ハンイ、在籍年度2001-2019）
- 權五俊（クォン・オジュン、在籍年度1999-2020）
- 尹盛桓（ユン・ソンファン、在籍年度2004-2020）
- 金相豎（キム・サンス、在籍年度2009-2022）
- 李沅錫（イ・ウォンソク、在籍年度2017-2023）
- 呉在一（オ・ジェイル、在籍年度2021-2024）- 現KTウィズ

### 在日韓国人、韓国系日本人及び外国人選手

#### 在日韓国人または韓国系日本人選手
- 新浦壽夫（在籍1984-1986） -　韓国名：金日融（キム・イリュン 김일융）、元読売ジャイアンツ、横浜大洋ホエールズ、福岡ダイエーホークス、ヤクルトスワローズ
- 石山一秀（在籍1984-1986） - 韓国名：宋一秀（ソン・イルス 송일수）、元近鉄バファローズ
- 金城基泰（在籍1987） - 韓国名：金基泰（キム・キテ 김기태）、元広島東洋カープ、南海ホークス
- 金本誠吉（在籍1987-1992） - 韓国名：金誠吉（キム・ソンギル 김성길）、元阪急ブレーブス
- 太田龍生（在籍1988） - 韓国名：鄭龍生（チョン・ヨンセン 정용생）、元広島東洋カープ、福岡ダイエーホークス
- 竹田光訓（在籍1989-1990） - 韓国名：宋光訓（ソン・グァンフン 송광훈）、元横浜大洋ホエールズ
- 山本一彦（在籍1991-1992） - 韓国名：崔一彦（チェ・イルオン 최일언）専修大学出身
- 中山義允（在籍1993-1995）- 韓国名：姜泰允（カン・テユン 강태윤）元日本IBM野洲
- 徳本春敬（在籍1993-1994）- 韓国名：姜春敬（カン・チュンギョン 강춘경）愛知学院大学出身 ※弟は元広島東洋カープ、オリックス・ブルーウェーブの徳本政敬[1]
- 浅野明浩（在籍1993-1994）- 韓国名：韓明浩（ハン・ミョンホ 한명호）生野工出身　※養成選手扱い
- 田中実（在籍1994-1995） - 韓国名：金実（キム・シル 김실）、元日本ハムファイターズ
- 新井峰秀（在籍2002） - 韓国名：朴峰秀（パク・ボンス 박봉수）、元中日ドラゴンズ
- 高山智行（在籍2003-2004） - 韓国名：高智行（コ・ジヘン 고지행）、元阪神タイガース

#### そのほかの外国人選手
- ホセ・パーラ（在籍1998） - 元読売ジャイアンツ、オリックス・バファローズ
- チャールズ・スミス（在籍1999-2000）
- フリオ・フランコ（在籍2000） - 元千葉ロッテマリーンズ
- ベン・リベラ（在籍2001） - 元阪神タイガース
- サロモン・トーレス（在籍2001） - 2002年から08年までパイレーツ、ブルワーズなどメジャーリーグでプレー。
- カルロス・バイエガ（在籍2001）
- バルビーノ・ガルベス （在籍2001） - 元読売ジャイアンツ
- ナルシソ・エルビラ （在籍2002-2003） - 元大阪近鉄バファローズ
- ティルソン・ブリトー（在籍2002-2003）
- ライアン・グリン（在籍2003） - 元東北楽天ゴールデンイーグルス、北海道日本ハムファイターズ、横浜ベイスターズ
- ケビン・ホッジス （在籍2004） - 元ヤクルトスワローズ、東北楽天ゴールデンイーグルス
- マーチン・バルガス（在籍2005） - 元中日ドラゴンズ
- ティム・ハリッカラ（在籍2005-2006）
- ジェイミー・ブラウン（在籍2006-2007） - 元阪神タイガース
- ウェス・オバミュラー（在籍2008） - 元オリックス・バファローズ
- ブランドン・ナイト （在籍2009-2010） - 元福岡ダイエーホークス、北海道日本ハムファイターズ
- ティム・レディング （在籍2010）
- ライアン・ガーコ （在籍2011）
- 門倉健 （在籍2011） - 元中日ドラゴンズ、大阪近鉄バファローズ、横浜ベイスターズ、読売ジャイアンツ。球団史上初の在日韓国人ではない日本人選手。
- ジャスティン・ジャマーノ（在籍2011） - 元福岡ソフトバンクホークス
- ダグ・マシス（在籍2011） - 元千葉ロッテマリーンズ
- ブライアン・ゴードン（在籍2012）
- ミッチ・タルボット（在籍2012）
- エスマイリン・カリダ（在籍2013） - 元広島東洋カープ
- リック・バンデンハーク（在籍2013 - 2014） - 元福岡ソフトバンクホークス、東京ヤクルトスワローズ
- J.D.マーティン（在籍2014）
- ヤマイコ・ナバーロ（在籍2014-2015） - 元千葉ロッテマリーンズ
- アルフレッド・フィガロ（在籍2015） - 元オリックス・バファローズ
- タイラー・クロイド（在籍2015）
- コリン・バレスター（在籍2016）
- アレン・ウェブスター（在籍2016）
- アーロム・バルディリス（在籍2016） - 元阪神タイガース、オリックス・バファローズ、横浜DeNAベイスターズ
- アーノルド・レオン（在籍2016）
- ヨハン・フランデ（在籍2016）
- ザック・ペトリック（在籍2017）　- 元横浜DeNAベイスターズ
- アンソニー・ラナウド（在籍2017）
- ティム・エーデルマン（在籍2018）
- リサルベルト・ボニーヤ（在籍2018）
- マック・ウィリアムソン（在籍2019）
- ダリン・ラフ（在籍2017-2019）
- タイラー・サラディーノ（在籍2020）
- ダニエル・パルカ（在籍2020）
- ベン・ライブリー（在籍2019-2021）
- マイク・モンゴメリー（在籍2021）
- アルバート・スアレス（在籍2022-2023）- 元東京ヤクルトスワローズ
- ホセ・ピレラ（在籍2021-2023）- 元広島東洋カープ
- デービッド・ブキャナン（在籍2020-2023） - 元東京ヤクルトスワローズ
- デビッド・マキノン（在籍2024） - 元埼玉西武ライオンズ
- デニー・レイエス（在籍2024-2025）

### 在日韓国人・外国人コーチ
- 山本忠男（在籍1983） - 韓国名：李忠男（イ・チュンナム 이충남）、元南海ホークス
- 福士敬章（在籍1988） - 韓国名：張明夫（チャン・ミョンブ 장명부）、元読売ジャイアンツ、南海ホークス、広島東洋カープ
- 寺岡孝（在籍1991-1992） - 元広島東洋カープ、南海ホークス
- 土井正博（在籍1992） - 元近鉄バファローズ、西武ライオンズ
- 古賀正明（在籍1995） - 元クラウンライターライオンズ、ロッテオリオンズ、読売ジャイアンツ、横浜大洋ホエールズ
- 鈴木悳夫（在籍1995-1996） - 元東映フライヤーズ
- 小川邦和（在籍1997-1998） - 元読売ジャイアンツ、広島東洋カープ
- 藤城和明（在籍1998） - 元読売ジャイアンツ、阪急ブレーブス、ロッテオリオンズ
- 花増幸二（在籍2004-2009） - 元日本ハムファイターズ
- 長嶋清幸（在籍2009） - 元阪神タイガース
- 種田仁（在籍2010） - 元埼玉西武ライオンズ
- 芹澤裕二（在籍2012-2014、2017） - 元中日ドラゴンズ
- 門倉健（在籍2013-2015） - 元読売ジャイアンツ
- 白坂契（在籍2017-2018） - 元読売ジャイアンツトレーニングコーチ
- 落合英二（在籍2010-2012、2018-2021） - 元中日ドラゴンズ
- 立花義家（在籍2023-2024） - 元西武ライオンズ、阪神タイガース
- 田畑一也（在籍2023-2024） - 元福岡ダイエーホークス、ヤクルトスワローズ、大阪近鉄バファローズ、読売ジャイアンツ
- 内藤重人（在籍2023-2024） -元東京ヤクルトスワローズ、読売ジャイアンツトレーニングコーチ

## チームスローガン
- 2011年 YES, WE CAN!
- 2012年 YES, ONE MORE TIME!
- 2013年 YES, KEEP GOING!!!
- 2014年 Together, RE:Start! BE Legend!
- 2015年 TOGETHER, GOOD TO 9REAT!
- 2016年 YES! BEGIN AGAIN!
- 2017年 Pride! We're Samsung Lions
- 2018年 - 2020年 NEW BLUE! NEW LIONS!
- 2021年 ONE TEAM! ONE BODY!! 渾然一体
- 2022年 ONE TEAM! ONE BODY!! 渾然1体
- 2023年 - 2025年 WIN OR WOW

## 歴代監督
- 徐永武（朝鮮語版）（ソ・ヨンム、1982-1983シーズン途中）
- 李忠男（イ・チュンナム、1983シーズン途中-終了）
- 金永徳（キム・ヨンドク、1984-1986シーズン途中）
- 鄭東鎭（朝鮮語版）（チョン・ドンジン、1986シーズン途中-終了、1989-1990）
- 朴永吉（朝鮮語版）（パク・ヨンギル、1987-1988）
- 金星根（キム・ソングン、1991-1992）
- 禹龍得（朝鮮語版）（ウ・ヨンドゥク、1993-1995）
- 白仁天（ベク・インチョン、1996-1997）
- 徐定煥（朝鮮語版）（ソ・ジョンファン、1998-1999）
- 金用熙（朝鮮語版）（キム・ヨンヒ、2000）
- 金應龍（キム・ウンヨン、2001-2004）
- 宣銅烈（ソン・ドンヨル、2005-2010）
- 柳仲逸（リュ・チュンイル、2011-2016）
- 金翰秀（キム・ハンス、2017-2019）
- 許三榮（ホ・サムヨン、2020-2022.8.1）
- 朴鎮萬（パク・チンマン、2022.8.2- ）